# Stigmaphyllon harleyi
Stigmaphyllon harleyi är en tvåhjärtbladig växtart som beskrevs av W.R. Anderson. Stigmaphyllon harleyi ingår i släktet Stigmaphyllon och familjen Malpighiaceae. Inga underarter finns listade i Catalogue of Life.